# Hypersplénisme

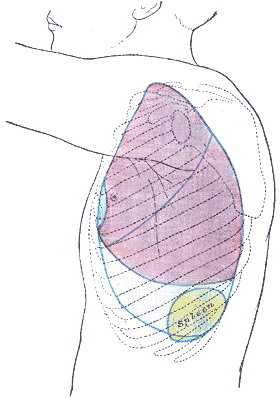
Vue latérale du thorax, montrant l'emplacement de la rate (vert), des poumons (violet) et de la plèvre (bleu).

Ne doit pas être confondu avec Splénomégalie.
L'hypersplénisme est un trouble fonctionnel de la rate caractérisé par l'augmentation pathologique de l'activité de certaines fonctions. Il s'agit généralement d'une séquestration ou destruction accrue d'éléments figurés sanguins (globules blancs, globules rouges, plaquettes) ce qui peut causer une cytopénie.

## Description
L'hypersplénisme produit une accumulation d'éléments figurés sanguins dans la rate ou leur destruction accrue sous l'action d'anticorps.
Il ne faut pas confondre hypersplénisme et splénomégalie (augmentation du volume de la rate). Hypersplénisme et splénomégalie peuvent survenir indépendamment, mais généralement l'hypersplénisme est associé à une splénomégalie (alors que la réciproque n'est pas vraie). En fait, ces deux états peuvent résulter d'une même pathologie sous-jacente, comme par ex. la cirrhose du foie.
Les anomalies de l’hémogramme liées à l’hypersplénisme peuvent être dues soit à des cytopénies de séquestration soit à une hémodilution (fausse anémie). Généralement, la neutropénie et la thrombopénie sont liées à une séquestration et l'anémie est liée à l’hémodilution.

## Physiopathologie
L'hyperfonctionnement de la rate se manifeste généralement par :
- une splénomégalie ;
- une diminution de la concentration des cellules sanguines (globules rouges, plaquettes, leucocytes) ;
- une augmentation du nombre de cellules sanguines immatures ;
- une hypertrophie de la moelle osseuse hématopoïétique pour compenser la destruction splénique.

Une hypertrophie importante de la rate peut également provoquer des douleurs ou obstruer les organes voisins par compression locale.

## Étiologie
L'hypersplénisme peut résulter des troubles suivants :
- une hypertension portale pouvant être causée par une cirrhose du foie, une compression ou thrombose porte, splénique ou des veines sus-hépatiques (syndrome de Budd-Chiari), une insuffisance cardiaque droite…
- des syndromes myéloprolifératifs : leucémie myéloïde chronique, splénomégalie myéloïde chronique, maladie de Vaquez, thrombocytémie essentielle, leucémie myélomonocytaire chronique…
- des syndromes lymphoprolifératifs : lymphome (maladie de Hodgkin ou lymphome non hodgkinien), leucémie lymphoïde chronique, leucémie à tricholeucocytes, leucémie aigüe…
- des infections bactériennes : endocardite bactérienne subaigüe, tuberculose miliaire, brucellose, syphilis, abcès spléniques…
- des infections virales : mononucléose infectieuse, sida, hépatite virale…
- des infections parasitaires : leishmaniose viscérale, bilharziose, paludisme…

L'hypersplénisme peut aussi être associé à :
- des hémoglobinopathies comme la sphérocytose,
- des maladies de surcharge comme la maladie de Gaucher ou la maladie de Niemann-Pick…

ou encore aux sarcoïdose, lupus érythémateux disséminé, fièvre récurrente héréditaire, amylose, kystes spléniques, purpura thrombopénique immunologique, métastases, syndrome de Felty, maladie de Still…